# Långholmen
Långholmen és una illa situada en el centre d'Estocolm, a Suècia. Es troba entre Södermalm i Kungsholmen. En la seva major part no té edificacions i amb vegetació més o menys densa. És un lloc molt popular de passeig i de berenars campestres, i les seves petites platges s'abarroten sovint a l'estiu. Fins a 1975 aquí havia una presó, ara transformada en hotel i alberg juvenil.